# Valerija Tyščenko
Valerija Jevhenivna Tyščenko (in ucraino Валерія Євгенівна Тищенко?; trasl. angl.: Valeriya Yevhenivna Tyshchenko; 14 novembre 2004) è una nuotatrice artistica ucraina.

## Palmarès
- Mondiali

Budapest 2022: oro nel team highlights e nel team combined, argento nel team libero
Fukuoka 2023: bronzo nel team libero
Doha 2024: argento nella gara a squadre acrobatico
- Giochi europei

Cracovia 2023: argento nel programma libero combinato

### Coppa del Mondo
- 5 podi:
  - 4 vittorie (3 nella gara a squadre)
  - 1 secondo posto (1 nella gara a squadre)

#### Coppa del mondo - vittorie
| Data          | Luogo       | Paese   | Disciplina      |
| ------------- | ----------- | ------- | --------------- |
| 19 marzo 2023 | Markham     | Canada  | Team acrobatico |
| 7 maggio 2023 | Montpellier | Francia | Team acrobatico |
| 4 giugno 2023 | Oviedo      | Spagna  | Team acrobatico |
| 2 giugno 2024 | Markham     | Canada  | Team acrobatico |